# Alison Sealy-Smith
Pour les articles homonymes, voir Sealy (homonymie).
Alison Sealy-Smith (parfois créditée comme Allison Sealy-Smith) est une actrice canadienne, qui est née (en 1959) et a grandi à la Barbade.

## Biographie
Alison Sealy-Smith a étudié la psychologie à l’université Mount Allison, au Nouveau-Brunswick. Actrice de théâtre renommée, elle a fondé la compagnie de l’Obsidian Theatre (en) à Toronto. Cette troupe se spécialise dans la mise en scène de pièces d’auteurs canadiens d’ascendance africaine ou caribéenne.
Elle a tenu un rôle récurrent dans la série télévisée canadienne Street Legal et son nom est apparu au générique d’épisodes de Kevin Hill, This is Wonderland ou The Line. Elle a aussi joué un petit rôle dans le téléfilm Rendez-vous à la Maison-Blanche produit par Buena Vista.
Sealy-Smith a doublé divers personnages de dessins animés, comme Tornade dans les séries Spider-Man et X-Men des années 1990 ainsi que Scarlett Vance dans Delilah et Julius. Au cinéma, on l’a vue dans Le Journal intime d’une future star (2004), Dark Water (2005) et You Kill Me (2007).
Sa fille, Makyla Smith, est également actrice.

## Filmographie

### Cinéma
- 1994 : Le Justicier : L'Ultime Combat
- 1995 : Rude de Clément Virgo
- 1998 : Down in the Delta de Maya Angelou
- 2000 : Loser de Amy Heckerling
- 2003 : Honey de Bille Woodruff
- 2004 : The Skulls 3
- 2004 : Le Journal intime d’une future star (Confessions of a Teenage Drama Queen) de Sara Sugarman
- 2005 : Dark Water
- 2005 : Mind Me Good Now de Chris Cormier et Derek Cummings
- 2006 : Dance with Me (Take the Lead) de Liz Friedlander
- 2007 : Bouge de là ! (How She Move) de Ian Iqbal Rashid
- 2007 : You Kill Me de John Dahl
- 2007 : Talk to Me[N 1] de Kasi Lemmons
- 2007 : Hit for Six

### Télévision
- 1991 : E.N.G.
- 1994 : Street Legal (en)
- 1995 : Friends at Last
- 1995 : Kung Fu, la légende continue
- 1996 : Un tandem de choc
- 1996 : Talk to Me[N 1]
- 1997 : The Newsroom
- 1998 : Rendez-vous à la Maison-Blanche (My Date with the President’s Daughter)
- 1998 : Labor of Love
- 1999 : Love Songs
- 1999-2000 : Dear America: A Picture of Freedom et Dear America: Color Me Dark (téléfilms historiques)
- 2000 : A House Divided
- 2000 : The Ride
- 2001 : Tagged: The Jonathan Wamback Story
- 2001 : The Associates
- 2002-2003 : Blue Murder
- 2003 : Sue Thomas, l'œil du FBI
- 2004 : Chasing Freedom
- 2004 : Degrassi : La Nouvelle Génération
- 2004 : The Wool Cap
- 2004 : Kink in My Hair[N 2]
- 2004 : Kevin Hill
- 2005 : Cyber Seduction: His Secret Life
- 2005 : Haunting Sarah
- 2004 : This Is Wonderland
- 2005-2007 : Naturally, Sadie
- 2007 : The Jane Show
- 2007-2009 : Da Kink in My Hair[N 2]
- 2008 : MVP
- 2008 : Accidental Friendship
- 2009 : The Line

## Doublage

### Animation
- 1995 : Spider-Man, l’homme-araignée (série télévisée)
- 1995 : Sailor Moon (série télévisée)
- 1996-1997 : X-Men: The Animated Séries (série télévisée)
- 1998 : Birdz (série télévisée)
- 1998 : Silver Surfer (série télévisée)
- 2001 : La Clique (série télévisée)
- 2001 : The Little Bear Movie (vidéofilm)
- 2003 : King (série télévisée)
- 2003 : Miss Spider's Sunny Patch Kids (série télévisée)
- 2004-2006 : Miss Spider's Sunny Patch Friends
- 2008 : Artopia (série télévisée)
- 2024 : X-Men ’97 (série télévisée)
- 2024 : What If...? (série télévisée)

### Jeux vidéo
- 2000 : X-Men: Mutant Academy
- 2001 : X-Men: Mutant Academy 2
- 2004 : Myst IV: Revelation

## Distinctions
Elle a reçu le Dora Mavor Moore Award pour son interprétation dans la pièce Harlem Duet (1997) de Djanet Sears.